# リリース・テクニック
ダンスにおいてリリース・テクニックとは、呼吸、脱力、解剖学的考察、および重力と弾性を使った効率的な動きの促進に焦点を当てたさまざまなダンス・テクニックを指し、モダンダンスやポストモダンダンスで用いられる。モダンダンスの開拓者たちの仕事や、フェルデンクライス・メソッドやアレクサンダー・テクニックなどといったセラピー・ムーヴメント・テクニイック、ヨーガや格闘技からの影響を受けたできたものである。 

## 歴史
19世紀後半から20世紀初頭にかけて、クラシック・バレエの厳格さと形式性に疑問を投げかけるダンサーが現れ始めた。とりわけイザドラ・ダンカンは、大地、官能性、自然な身体とつながったダンスへの希求を明確に表明した。この目標に向かって、ルドルフ・フォン・ラバン、マーガレット・ドゥブラー、マーサ・グレアム、ドリス・ハンフリーなどの先駆者たちが、バレエとは根本的に異質な動きを用いる新しいダンス・テクニックを生み出し始めた。 
彼らとともに現れたリリース・テクニックの諸要素に、マース・カニンガム、ホセ・リモン、アームガルド・バーテニエフ、エリック・ホーキンス、アンナ・ハルプリンなどといった次世代がさらなるアイデアと発明を加えた。たとえばドゥブラーは人体構造と動作の科学的分析に基づいてダンスを捉えた。他方、ハンフリーのテクニックは重力や弾性が身体に与える影響に焦点を合わせた。またホーキンスは生理学的に効率的な動きは本質的に美しいという考え方を追究した。他の運動原理を探索したことで得られた要素もある。たとえばホーキンスはイデオキネシスの指導者を招いて自身の舞踊団を訓練しており、他にもフレデリック・マサイアス・アレクサンダーの理論から影響を受けた人々もいる。 
「リリース・テクニック」という言葉は1970年代に登場した。  モダンダンサーのジョアン・スキナーが、アレクサンダー・テクニックの要素を取り入れた「スキナー・リリース・テクニック」を考案し、メアリー・フルカーソンがメイベル・エルスワース・トッドやボニー・ベインブリッジ・コーエンなどの仕事をもとに「アナトミカル・リリース・テクニック」を考案した。 

## 現代のテクニック
今日、リリース・テクニックの要素は、コンタクト・インプロヴィゼーション、太極拳、ヨーガ、フェルデンクライス・メソッドなどの身体技法の中に見られる。ダンスにおいては、通常、コンテンポラリーダンス・クラスの一部として教えられるが、リリース・テクニックに焦点を当てたクラスもある。 